# گرگوری ناوا
گرگوری نابا (انگلیسی: Gregory Nava؛ زادهٔ ۱۰ آوریل ۱۹۴۹) یک کارگردان، فیلم‌نامه‌نویس، و تهیه‌کننده اهل ایالات متحده آمریکا است.